# Ferenc Szombathelyi

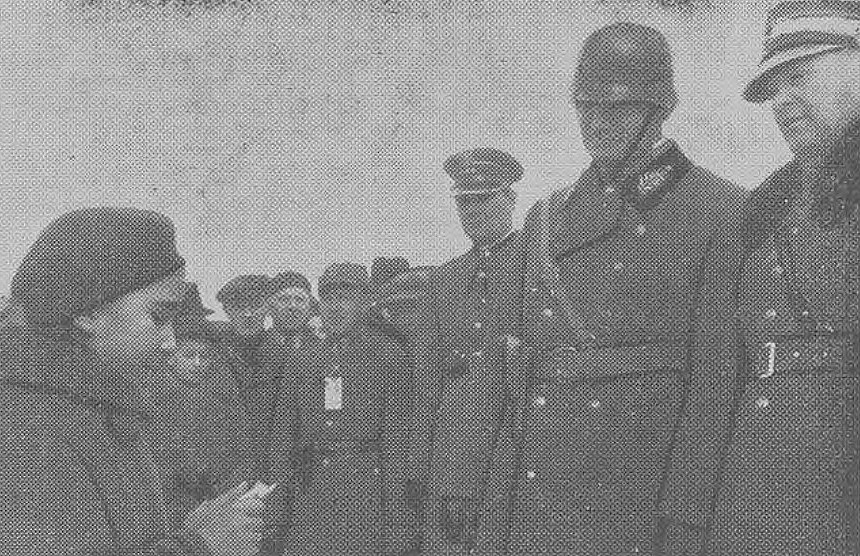
Generałowie Ferenc Szombathelyi i Wacław Scaevola-Wieczorkiewicz na granicy węgiersko-polskiej w Siankach (1939)

Ferenc Szombathelyi (ur. 17 maja 1887 w Győrze, zm. 4 listopada 1946 w Petrovaradinie) – generał pułkownik armii węgierskiej.

## Życiorys
Od 1933 na stanowiskach sztabowych w sztabie generalnym i naczelnym dowództwie armii węgierskiej. W latach 1936–1938 komendant wojskowej Akademii Cesarzowej Ludwiki. W latach 1939–1941 dowódca VIII Korpusu węgierskiego. Po napaści Niemiec na ZSRR (22 czerwca 1941) dowódca Grupy „Karpaty” (Kárpát Csoport) walczącej po stronie niemieckiej, w skład której wchodziły zmechanizowane wojska węgierskie. Od września 1941 do 1944 szef sztabu generalnego armii węgierskiej. Po ujawnieniu negocjacji, jakie prowadził z aliantami przywódca Węgier, Miklós Horthy, wojska niemieckie wkroczyły w marcu 1944 roku na Węgry i Szombathelyi został usunięty ze stanowiska i umieszczony w areszcie domowym. Po przejęciu władzy na Węgrzech przez faszystowskich strzałokrzyżowców w październiku 1944 roku został aresztowany.
Po zakończeniu wojny zatrzymany przez wojska amerykańskie na terenie Niemiec, potem jako zbrodniarz wojenny deportowany na Węgry, uznano bowiem, że ponosi odpowiedzialność za masakrę ludności serbskiej w Wojwodinie w styczniu 1942, gdzie przez trzy dni żołnierze armii węgierskiej zamordowali od 3 tys. (według źródeł węgierskich) do 10 tys. osób (według źródeł jugosłowiańskich). Podczas procesu w Budapeszcie, 22 maja 1946 został skazany na karę dożywocia (dwaj inni węgierscy generałowie, Ferenc Czeydner i József Grassy otrzymali wyroki śmierci). Komunistyczne władze jugosłowiańskie także chciały osądzić węgierskich generałów za masakrę ludności w Wojwodinie. Szombathelyi, Czeydner i Grassy zostali wydani Jugosłowianom pod warunkiem, że wobec Szombathelyi’ego nie zostanie orzeczona surowsza kara niż dożywocie. Mimo to, w kolejnym pokazowym procesie orzeczono karę śmierci przez rozstrzelanie. Ostatecznie 4 listopada 1946, w miejscowości Petrovaradin (węg. Pétervárad) w Wojwodinie, gen. Szombathelyi został rozstrzelany, a generałowie Czeydner i Grassy zostali powieszeni (zgodnie z książką węgierskiego pisarza Tibora Cseresa Zemsta w Baczce z 1991 miał zostać stracony przez nabicie na pal, czemu zaprzeczyły protokoły z procesu).